# Kevin Schuler
Kevin James Schuler (Te Aroha, 11 marzo 1967) è un ex rugbista a 15 e allenatore di rugby a 15 neozelandese, in carriera terza linea ala; è dal 2012 tecnico della selezione provinciale di Bay of Plenty.

## Biografia
Proveniente dalla federazione provinciale di Manawatu, con essa esordì nel 1987 a 20 anni nel campionato provinciale neozelandese; si mise in luce nel 1990 come sportivo dell'anno per la sua provincia e l'anno successivo fu ingaggiato dalla federazione di North Harbour.
Nel 1992 esordì in Nazionale, in un match di Bledisloe Cup contro l'Australia; in quello stesso anno si trasferì in Giappone al Yamaha Júbilo dove, salvo una parentesi nel 1995 in patria di nuovo con North Harbour, rimase fino a fine carriera nel 2000; disputò il suo ultimo incontro internazionale proprio contro il Giappone durante la Coppa del Mondo di rugby 1995 in Sudafrica.
Divenuto allenatore, guidò per tre stagioni ancora lo Yamaha, per poi tornare in Nuova Zelanda come tecnico in seconda della formazione provinciale di Bay of Plenty.
Nel 2009 ebbe di nuovo un breve periodo in Giappone allo Yamaha, per poi assumere la guida del settore sviluppo della franchise professionistica degli Chiefs in Super Rugby e, dalla stagione 2012, di nuovo la conduzione della provincia di Bay of Plenty.